# The Leather Boys
Pour plus de détails, voir Fiche technique et Distribution.
The Leather Boys est un film britannique de Sidney J. Furie, sorti en 1964.

## Synopsis
Reggie et Dot sont un jeune couple du sud de Londres. Ils se marient avant de vraiment bien se connaître. Après le mariage, ils commencent rapidement à s'éloigner l'un de l'autre. Dot semble se satisfaire dans la poursuite de ses propres intérêts, du moins jusqu'à ce que Reggie fasse la rencontre de Pete, un ami cycliste, et qu'il commence à explorer sa propre identité.

## Fiche technique
- Titre : The Leather Boys
- Réalisation : Sidney J. Furie
- Scénario : Gillian Freeman
- Production : Raymond Stross, pour Raymond Stross Productions
- Musique : Bill McGuffie
- Photographie : Gerald Gibbs
- Montage : Reginald Beck
- Décors : Arthur Lawson
- Pays d'origine : Royaume-Uni
- Langues : anglais
- Format : Noir et Blanc – 2,35:1 - Mono
- Genre : Drame
- Durée : 108 minutes
- Dates de sortie :
  - janvier 1964  Royaume-Uni
  - 8 novembre 1965  États-Unis (New York)

## Distribution
- Rita Tushingham : Dot
- Colin Campbell : Reggie
- Dudley Sutton : Pete
- Gladys Henson : Gran
- Avice Landone : la mère de Reggie
- Lockwood West : le père de Reggie
- Betty Marsden : la mère de Dot
- Martin Matthews : oncle Arthur
- Johnny Briggs : le petit ami
- James Chase : Les

## Distinctions
- Nommé aux Golden Globes 1966 du meilleur film étranger de langue anglaise.